# Angaridyela minor
Angaridyela minor  (лат.) — ископаемый вид пилильщиков рода Angaridyela из семейства Xyelidae. Обнаружен в нижнемеловых отложениях Забайкалья (местонахождение Байсса, аптский ярус, зазинская свита, Бурятия, около 120 млн лет). Длина тела 7,5 мм, длина переднего крыла 6,5 мм. 
Вид Angaridyela minor был впервые описан в 1966 году советским и российским энтомологом Александром Павловичем Расницыным (ПИН РАН, Москва, Россия) вместе с видами A. vitimica, A. pallipes, Kirghizoxyela mirabilis и другими. Включён в состав рода Angaridyela Rasnitsyn 1966. Один из древнейших видов пилильщиков наряду с такими видами как Potrerilloxyela menendezi, Ferganoxyela sogdiana, Triassoxyela kirgizica, T. foveolata.